# Guadalmez
Guadalmez este un oraș din Spania, situat în provincia Ciudad Real din comunitatea autonomă Castilia-La Mancha. Are o populație de 946 de locuitori.